# 매튜 양 킹
매튜 양 킹(Matthew Yang King, 1974년 5월 6일 ~ )은 미국의 배우, 텔레비전 배우이다.
뉴욕에서 태어났다.

## 영화
- 저스티스 리그 : 아틀란티스의 왕좌 (2015년) - 닥터 신 목소리 역
- 백투더 씨 (2012년) - 다바오 목소리 역
- G.I 조 : 레니게이드 (2010년) - 터널 렛 목소리 역
- 폭력 행위 (2008년)
- 일라이스톤 (2008년)
- 넘버스 시즌1 (2005년)
- 스피시즈 3 (2004년)
- 이븐 스티븐슨 무비 (2003년)